# Istrianer Staatsbahn
Die Istrianer Staatsbahn war eine durch den Staat gebaute Eisenbahn in Österreich, deren Strecken im Österreichischen Küstenland lagen. Die Hauptverbindung zweigte in Divazza (Divača) von der Österreichischen Südbahn von Wien nach Triest ab und verlief in Istrien  nach Pola (Pula). In Pola befand sich seit 1856 der österreichische Hauptkriegshafen.

## Geschichte
Die Strecke Divazza–Pola mit der Zweigbahn Canfanaro–Rovigno wurden am 20. September 1876 eröffnet. Den Betrieb führte die Südbahngesellschaft (SB) für Rechnung des Staates.
Nach 1880 ging die Istrianer Staatsbahn formal in den k.k. Staatsbahnen auf, die ab 1. Jänner 1883 auch den Betrieb führten.
Als letzte Zweigbahn wurde 1883 die Strecke von Herpelje nach Triest für die Istrianer Staatsbahn konzessioniert. Am 26. November 1885 begann der Bau der Strecke, am 6. Juli 1887 wurde sie eröffnet.
Nach dem Zerfall Österreich-Ungarns infolge des Ersten Weltkriegs kam Istrien und damit das Bahngebiet zum Königreich Italien. Der Eisenbahnverkehr wurde fortan von den Ferrovie dello Stato Italiane (FS) geführt. Nach dem Zweiten Weltkrieg kam die Halbinsel Istrien zu Jugoslawien. Betreiber waren fortan die Jugoslawischen Staatsbahnen (JŽ). Fortan galten nur die slowenischen und kroatischen Stationsnamen. Die Zweigbahn von Herpelje nach Triest wurde 1960 eingestellt, die von Canfanaro nach Rovigno im Jahr 1966.
Nach dem Zerfall Jugoslawiens im Jahr 1991 lag die verbliebene Hauptstrecke Divača–Pula anteilig in Slowenien und Kroatien. Der durchgehende Eisenbahnverkehr über die neue Staatsgrenze wurde weitgehend aufgegeben. Im Fahrplanjahr 2024 gibt es regulären Bahnverkehr nur noch zwischen Divača und Prešnica als Teil der sogenannten „Koperbahn“ in Slowenien sowie zwischen Buzet und Pula in Kroatien. Lediglich im Sommer verkehrt ein grenzüberschreitender Saisonschnellzug von Ljubljana nach Pula.

## Strecken
- Divazza–Pola (Divača–Pula)
- Canfanaro–Rovigno (Kanfanar–Rovinj)
- Triest St. Andrä–Herpelje-Kozina (Trieste Campo Marzio–Hrpelje-Kozina)

## Fahrbetriebsmittel

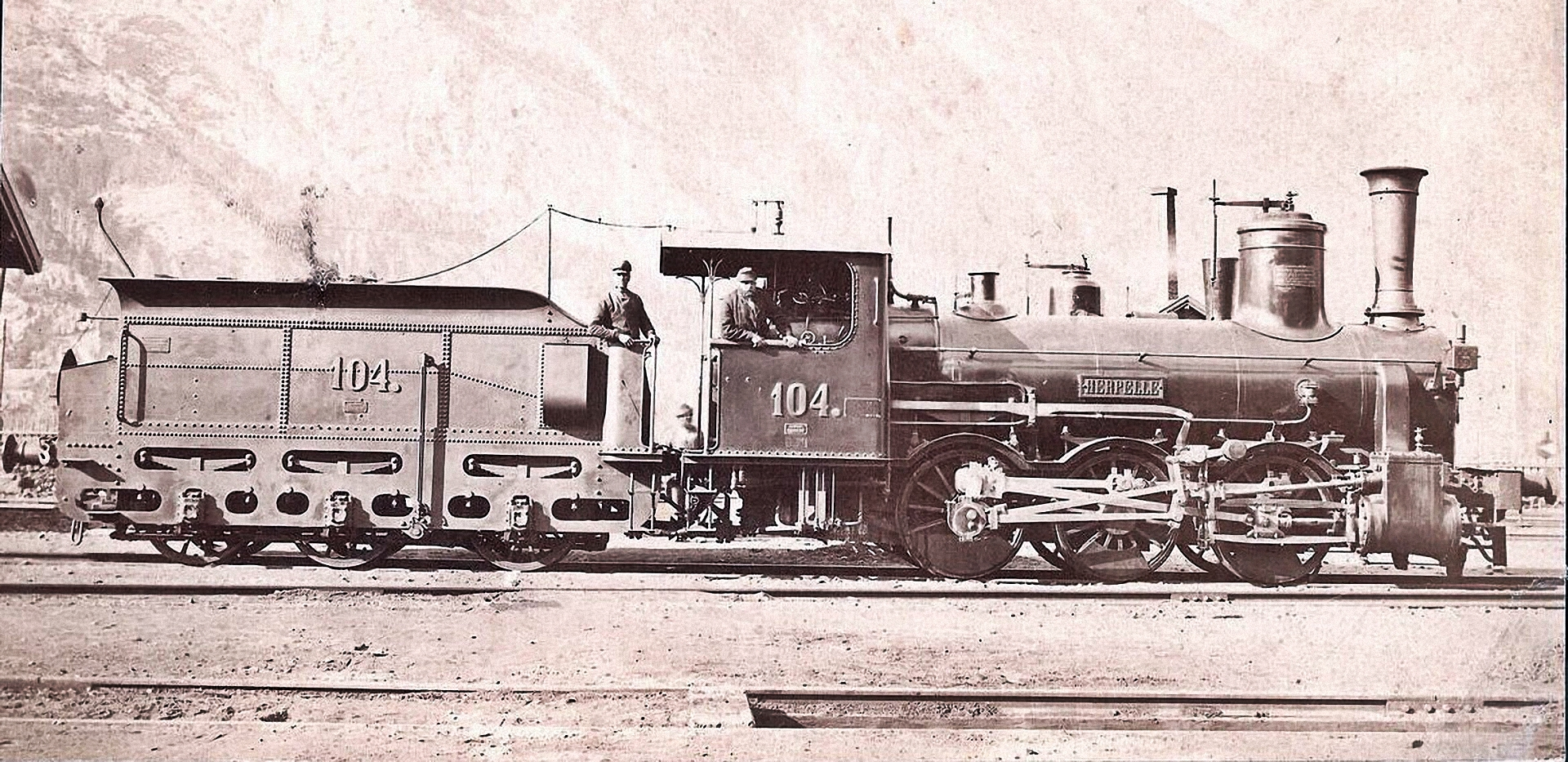
Lokomotive 104 HERPELLE (Werksfoto; undatiert)

Der Staat erwarb 1875 für die Istrianer Staatsbahn insgesamt zehn dreifach gekuppelte Schlepptenderlokomotiven, die anteilig von den Lokomotivfabriken Floridsdorf und Mödling geliefert wurden. Von den kkStB wurden sie nach 1884 in die Reihe 52 eingeordnet. Sie kamen nach Oktober 1918 in den Bestand der Bundesbahnen Österreich (BBÖ) und wurden bis 1934 kassiert und verschrottet. Museal blieb keine Lokomotive erhalten.